# آسیاب طاووس
آسیاب طاووس مربوط به دوره قاجار است و در سمنان، بلوارقائم واقع شده و این اثر در تاریخ ۵ بهمن ۱۳۷۸ با شمارهٔ ثبت ۲۵۶۶ به‌عنوان یکی از آثار ملی ایران به ثبت رسیده است.